# Torkolati sebesség

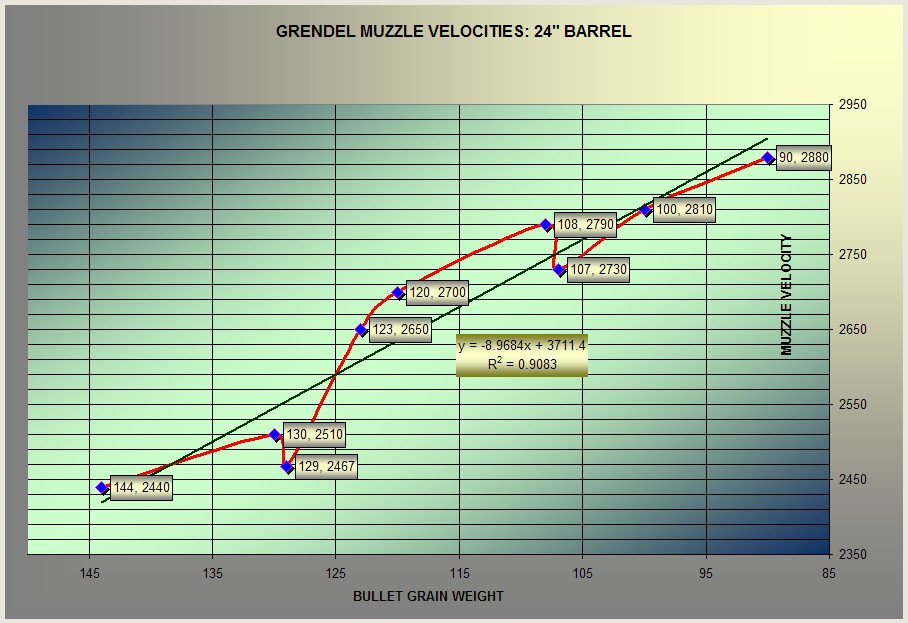
Különböző tömegű lövedékek kezdősebessége, ugyanabból a fegyverből kilőve

A torkolati sebesség (vagy lövedék kezdősebessége), a lövedék sebessége abban pillanatban, amikor elhagyja a lőfegyver csövét. A kezdősebesség feketelőporos lőszerek esetében 120–370 m/s, míg a modern, nagy teljesítményű patronok, mint például a .220 Swift és a .204 Ruger esetében 1200 m/s is lehet. A harckocsiágyúk páncéltörő lövedékei 1700 m/s sebességet is elérnek. Az orbitális törmeléknek az űreszközökre gyakorolt hatásainak szimulálása érdekében a NASA könnyűgáz-ágyú segítségével 8500 m/s sebességgel lő ki lövedékeket. 
A lövedék sebessége a legnagyobb a cső torkolatánál és fokozatosan csökken a levegő ellenállása és a gravitáció következtében. A hangsebességnél lassabban mozgó (kb. 340 m/s száraz levegőben és tengerszinten) lövedékek szubszonikusak, míg a nagyobb sebességgel haladók szuperszonikusak, és így jelentős távolságot képesek megtenni és célba találni, még mielőtt a megfigyelő/célpont a robbanást meghallja. A lövedék sebessége számos tényezőtől függ: légköri nyomás, páratartalom, levegő hőmérséklete és szélsebesség. Néhány nagy sebességű kézifegyver nagyobb kezdősebességgel rendelkezik, mint egyes törpebolygók (pl. Pluto és Ceres) szökési sebessége, ami azt jelenti, hogy egy ilyen pisztolyból az égitestest felszínén azzal párhuzamosan vagy „felfelé” kilőtt lövedék elszakad az égitest vonzásából. Olyan fegyvereket azonban nem ismerünk amelyek kezdősebessége elég lenne a Föld (11,19 km/s), a Hold (2,35 km/s) vagy a többi bolygó gravitációjának a legyőzésére.
A hagyományos fegyverekben a sebességet a lőpor minősége (égési sebessége, tágulása) és mennyisége, valamint a lövedék tömege és a fegyvercső hossza határozza meg. A lassabb égésű lőpor hosszabb fegyvercsövet igényel a teljes égéshez, de ugyanakkor nagyobb tömegű lövedéket használhat. A gyorsabban égő hajtóanyag nagyobb sebességre gyorsíthat fel könnyebb lövedéket, ha ugyanolyan mennyiségű lőport használnak. A fegyverben az égési folyamatból eredő nyomás szabja meg a lövedék sebességét. A lőpor minőségét és mennyiségét, a lövedék tömegét és a fegyvercső hosszát kell összhangba hozni a biztonságos és optimális teljesítmény érdekében.
Egy hosszabb fegyvercső több időt ad a hajtógáznak a lövedék meghajtására. Ezért a hosszabb cső általában nagyobb sebességet biztosít, ha minden más paraméter egyenlő. Ahogy a lövedék halad a furatban, a hajtóanyag nyomása a lövedék mögött csökken. Ha elég hosszú a cső, akkor a lövedék elér egy olyan pontot, ahol a lövedék és a cső közötti súrlódás és a levegő ellenállása megegyezik a gáznyomás erejével, és ettől a ponttól kezdve a lövedék sebessége csökken.
A nagy haditengerészeti ágyúk hossz-átmérő aránya 38:1 - 50:1 között váltakozik. Ez az arány határozza meg/korlátozza a lövedék sebességét. Nagy az érdeklődés az amerikai haditengerészeti fegyverek korszerűsítésénél az elektromosan hajtott railgun (sínfegyver) iránt, amely kiküszöböli az említett korlátozást. A sínpályákkal állandó gyorsulást tudnak biztosítani a készülék teljes hosszában, ami jóval megnöveli a kezdősebességet. Jelentős előny az is, hogy nem kell robbanékony anyagot szállítani és a lövedék belső töltetei is fölöslegessé válnak a nagy sebességnek köszönhetően.
Az Amerikai Egyesült Államok hadserege a különböző típusú fegyvereknek különböző kezdősebesség-kategóriákat határoz meg: 
| Fegyver         | Kis sebességű | Nagy sebességű              | Hiper sebességű |
| --------------- | ------------- | --------------------------- | --------------- |
| Tüzérségi ágyúk | 762 m/s alatt | 914 m/s és 1067 m/s között  | 1067 m/s fölött |
| Harckocsiágyúk  | -             | 472 m/s és 1021 m/s között  | 1021 m/s fölött |
| Kézifegyverek   | -             | 1067 m/s és 1524 m/s között | 1524 m/s fölött |

## Fordítás
Ez a szócikk részben vagy egészben  a   Muzzle velocity című angol Wikipédia-szócikk fordításán alapul.  Az eredeti cikk szerkesztőit annak laptörténete sorolja fel. Ez a jelzés csupán a megfogalmazás eredetét és a szerzői jogokat jelzi, nem szolgál a cikkben szereplő információk forrásmegjelöléseként.